# Снегири и драконы
«Снегири и драконы» — седьмой студийный альбом российской рок-группы «Элизиум», выпущенный лейблом «Студия Союз» 18 сентября 2014 года. Группа позиционирует его как девятый альбом, учитывая музыкальные релизы Greatest Hits и Cover Day. В записи альбома приняли участие три вокалистки: бывшие участницы «Элизиума» Ксения Сидорина и Римма Черникевич, а также Лусинэ Геворкян, вокалистка групп Tracktor Bowling и Louna.
Первая песня с альбома, «Когда мы были младше», была выпущена группой «Элизиум» в интернете 6 декабря 2013 года. В отличие от предыдущего альбома «Зло умрёт», релиз которого состоялся бесплатно в цифровом формате без звукозаписывающего лейбла, запись CD «Снегири и драконы» была осуществлена «Элизиумом» при финансовой поддержке слушателей через краудфандинг-сервис Planeta.ru.

## История записи

### Подготовка
Первой новостью о планируемом седьмом альбоме группа «Элизиум» поделилась, записав новую песню «Когда мы были младше», премьера которой состоялась в хит-параде «Чартова дюжина» 6 декабря 2013 года. «Это первая ласточка к нашему будущему авторскому альбому. Эта песня про нашу молодость, про наше лихое советское детство, про свиданки с девчонками, про первые победы и поражения на любовном фронте» (Александр Телехов, вокалист группы). В этом же месяце «Элизиум» исполнил новую песню на концерте в Москве. В феврале 2014 года «Элизиум» объявил, что у его музыкантов набралось достаточно материала, чтобы записать новый студийный альбом, который группа охарактеризовала как «волшебный» и «драйвовый».

### Краудфандинг-акция
С момента выхода альбома «13» 2008 года группа «Элизиум» более не выпускала музыкальные релизы на CD, предпочитая презентовать их для бесплатной загрузки в интернете. Группа объясняла это тем, что ситуация в России даёт возможность музыкантам зарабатывать деньги только на концертах: «От продаж пластинок прибыль получает разве что Стас Михайлов». Чтобы организовать процесс записи седьмого альбома — оплатить аренду студии, работу звукорежиссёров и технического персонала, — «Элизиум» обратился к своим слушателям с просьбой оказать финансовую поддержку при помощи краудфандинг-сервиса Planeta.ru. Всем желающим оказать поддержку было доступно приобрести акции по цене от 300 до 50 000 рублей; в зависимости от цены акционеры получат различные поощрения от «Элизиума» — CD с новым альбомом, коллекцию музыкальных релизов группы на CD с автографами музыкантов, приглашения на закрытое слушание альбома, репетицию «Элизиума» и презентацию альбома, мастер-класс с барабанщиком Алексеем Кузнецовым, годовой и бессрочный абонемент на посещение концертов. Акция была запущена с 19 февраля по 28 сентября. Целью проекта было собрать 300 000 рублей; уже 200 000 рублей оказалось собрано в начале марта.
В августе «Элизиум» сообщил название нового альбома — «Снегири и драконы», опубликовав вместе с этим обложку и строчки одной из новых песен. Кроме того, группа сообщила, что благодаря финансовой поддержке слушателей (которая к концу августа составляла уже 444 444 рублей) в новый альбом будет включено 15 композиций вместо 11—13-и планируемых ранее. Последнюю песню под названием «Инопланетяне» группа записала в конце месяца. Сведение и запись альбома завершились 17 сентября.

## Выпуск и презентация
В преддверии выхода альбома «Снегири и драконы», 14 сентября 2014 года «Элизиум» организовал его закрытое прослушивание всем людям, купившим акции на Planeta.ru за 2000 рублей. В ходе этого мероприятия, которое было проведено в одном из московских клубов, слушатели не только первыми ознакомились с новым альбомом, но и получили возможность пообщаться с музыкантами и посмотреть секретное видео об «Элизиуме», которое группа записала в 2005 году и не выставила на обозрение публике ввиду его «крайне нецензурного содержания».
Альбом «Снегири и драконы» был выпущен 18 сентября 2014 года в Интернете, доступный для бесплатной загрузки с официальных ресурсов группы «Элизиум» и для покупки через iTunes. За день до выхода большинство акционеров Planeta.ru персонально получили ссылку на цифровой экземпляр альбома с благодарностью группы за поддержку. Презентация альбома прошла в трёх городах. 25 сентября группа «Элизиум» выступила в клубе «ГлавClub» в Санкт-Петербурге, 26 сентября — в московском «ГлавClub», 27 сентября состоялась презентация в Рязани, в клубе «Планетарий». Мультипортал KM.RU провёл розыгрыш билетов на концерт в честь московской презентации за три дня до неё; бесплатные билеты должны были получить люди, первыми ответившие на три вопроса, связанных с группой «Элизиум».
В поддержку нового альбома «Элизиум» организовала концертный тур с 14 по 28 ноября, проходящий по городам Ярославль, Владимир, Ижевск, Екатеринбург, Челябинск, Курган, Тюмень, Киров и Нижний Новгород.

## Список композиций
Музыка — Дмитрий Кузнецов, Сергей Сухонин, Егор Баранов, Кирилл Крылов.

Слова — Дмитрий Кузнецов, Михаил Макарычев, Сергей Сухонин, Егор Баранов, Кирилл Крылов.
| №   | Название                                      | Длительность |
| --- | --------------------------------------------- | ------------ |
| 1.  | «Всё и ничего...»                             | 3:25         |
| 2.  | «Где-то сжигают книги» (feat Лусинэ Геворкян) | 3:20         |
| 3.  | «Как мотылёк»                                 | 3:49         |
| 4.  | «Снегири и драконы»                           | 3:24         |
| 5.  | «Инопланетяне»                                | 2:40         |
| 6.  | «Чёрное знамя»                                | 2:33         |
| 7.  | «Свобода, равенство и братство»               | 3:29         |
| 8.  | «Ад наш!»                                     | 3:27         |
| 9.  | «Как кошки по крышам»                         | 3:22         |
| 10. | «В красном платье»                            | 2:44         |
| 11. | «100 % хит»                                   | 3:49         |
| 12. | «Китайская»                                   | 3:26         |
| 13. | «На танцы!»                                   | 3:31         |
| 14. | «Когда мы были младше»                        | 3:16         |
| 15. | «...Всё и ничего»                             | 3:42         |

## Участники записи
Исполнители
- Александр Телехов — вокал, бэк-вокал;
- Дмитрий Кузнецов — бас-гитара;
- Кирилл Крылов — гитара;
- Егор Баранов — клавишные, виолончель, бэк-вокал;
- Дмитрий Сотников — труба;
- Алексей Кузнецов — ударные.

Сессионные участники
- Рамиль Галимзянов — тромбон;
- Лусинэ Геворкян — вокал (трек 2);
- Римма Черникевич — вокал (треки 11, 13);
- Ксения Сидорина — вокал (трек 14).

Производство
- Запись — С. Мишанькин, А. Кузнецов;
- Сведение — С. Мишанькин;
- Продюсирование — Д. Кузнецов, С. Мишанькин;
- Художественное оформление — Е. Алтухова.

## Видеоклипы
- «Всё и ничего...». На песню был снят видеоклип под режиссурой Владимира Родионова, музыканта группы «Ульи»  (производства «У-Студии», 2014). Клип был выпущен 23 сентября 2014 года и представляет собой видеоряд из «исполняющих» песню музыкантов различных рок-коллективов — «Ляпис Трубецкой», Louna, «Тараканы!», Anacondaz, Distemper, #####, «Ульи», «Шлюз», Monroe, «Блондинка КсЮ», «Приключения Электроников»[27].
- «Снегири и драконы». Видео на заглавную песню альбома появилось 11 ноября 2014 года. В качестве видеоряда клипа была использована запись концерта «Элизиума»[25].
- «100 % хит». Выпущено 2 октября 2015 года[28].